# Linnaemya rondanii
Linnaemya rondanii är en tvåvingeart som först beskrevs av Townsend 1916.  Linnaemya rondanii ingår i släktet Linnaemya och familjen parasitflugor. Inga underarter finns listade i Catalogue of Life.